# Kaubenheim

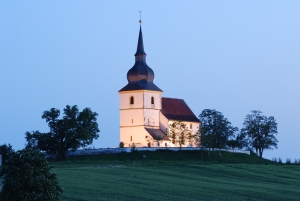
Bergkirche St. Michael

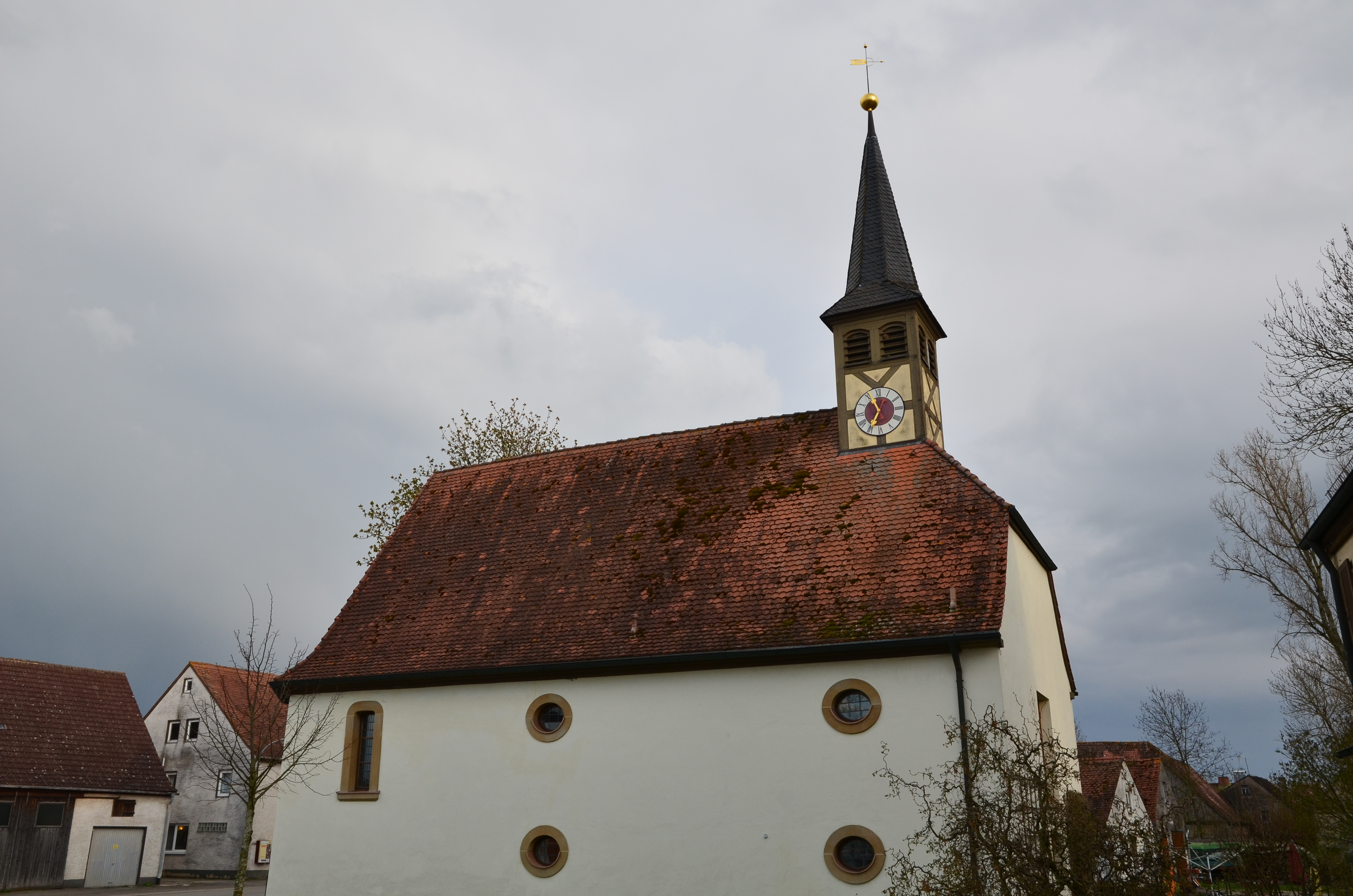
St. Laurentius

Kaubenheim (fränkisch: Kauma) ist ein Gemeindeteil des Marktes Ipsheim im Landkreis Neustadt an der Aisch-Bad Windsheim (Mittelfranken, Bayern). Die Gemarkung Kaubenheim hat eine Fläche von 10,144 km2. Sie ist in 920 Flurstücke aufgeteilt, die eine durchschnittliche Fläche von 11.026,25 m2 haben. In ihr liegt neben dem namensgebenden Ort der Gemeindeteil Nundorfermühle.

## Geographie
Das Pfarrdorf besteht aus Kaubenheim im Norden und Mennheim im Süden. Beide Siedlungen wurden erstmals unter dem gemeinsamen Ortsnamen Kaubenheim im Salbuch des Oberamtes Hoheneck vom Ende des 16. Jahrhunderts bezeichnet. Allerdings wurde noch bis ins 19. Jahrhundert hinein zwischen beiden Orten unterschieden. Im Ort wird der südliche Teil Kaubenheims noch heute als Mennheim bezeichnet. Der Ort liegt an der Tief, einem linken Zufluss der Aisch. Er ist von allen Seiten von Feldern umgeben: im Westen das Kirchfeld, im Nordwesten das Ebenfeld, im Nordosten der Grauwinkel, im Osten der Blümleinsberg (313 m ü. NHN) und Untersand und im Süden der Wasserstall.
Die Kreisstraße NEA 35 verläuft nach Berolzheim zur Staatsstraße 2253 (2,7 km westlich) bzw. nach Ipsheim zur Bundesstraße 470 (1,7 km südöstlich). Eine Gemeindeverbindungsstraße führt nach Altheim zur Kreisstraße NEA 26 (3,2 km nordöstlich).

## Geschichte
Im Jahre 1103 wurde der Ort erstmals erwähnt: „Reginolt de Cubenheim et frater eius Wignant“ zeugten bei einer Güterschenkung aus Ostfranken an das Kloster Hirsau. Das Bestimmungswort des Ortsnamens ist Cūbo, der Personenname des Siedlungsgründers.
- 1249 nahm Papst Innozenz IV. das Kloster Heilsbronn und dessen Güter, unter anderem in „Kubinheim“, in seinen Schutz.[9]
- 1364 sprach das Landgericht Nürnberg der Stadt Windsheim die Güter des Heinrich Beirbach, ehemals Pfarrer in Dottenheim, unter anderem in Mennheim und Kaubenheim zu.
- 1381 wurde die Burg Kaubenheim zerstört. Sie wurde einst von Ritter Graf von Mennheim bewohnt.
- 1387 kauften Hermann Schiller und Hermann Zollner aus Windsheim von Eberhard und Heinz von Seinsheim die zwei Teile des Groß- und Kleinzehnten zu Kaubenheim und Mennheim. 1392 setzte das Landgericht Nürnberg Heinrich Rumel aus Nürnberg in Nutzgewähr der Güter des Burkhard von Seckendorff zu Menheim und Kaubenheim ein.
- 1398 klagte Marckhart Klette von Wynsheim „auff ein Gute zu Kawbenheim gelegen, do Contz Schoder auffsitzt“. 1464/65: Die Pfarrei Menheim „siue Kawenheim“ lag im würzburgischen Kapitel Windsheim. 1517: Acht Bauern aus Kawenheim waren dem Kloster Birkenfeld giltpflichtig.
- 1542 erließen die Dorfherren von Kaubenheim und Menheim, der Markgraf von Brandenburg, die Klöster Heilsbronn und Birkenfeld sowie die Stadt Windsheim gemeinsam eine Markungsordnung.
- 1588 vermerkte das Salbuch des Oberamtes Hoheneck: „In Kaubenheim seindt 61 Mannschafften. Nemblichen: 21 Mannschafft Ins Ambt Hoheneckh. 6 Mannschafft Ins Closter Hailsbronn. 9 Mannschafft ins Closter Birckenfeldt. 1 Mannschafft dem Grafen vonn Castell. 1 Seckendörffischer Vnnd 22 Windtsheimische Vnderthanen.“
- 1591 hatte Kaubenheim nur noch 23 Mannschaften und 5 öde Herdstätten. Im Jahre 1634 starben in Kaubenheim 94 Personen an der Pest.
- 1621 überfielen während des Dreißigjährigen Kriegs Söldner Kaubenheim und erbeuteten 200 Gulden.[10]

Gegen Ende des 18. Jahrhunderts gab es in Kaubenheim 65 Anwesen. Das Hochgericht übte das brandenburg-bayreuthische Vogtamt Altheim aus. Es hatte gegebenenfalls an das Vogtamt Lenkersheim auszuliefern. Die Dorf- und Gemeindeherrschaft hatte das Kastenamt Ipsheim. Grundherren waren das Fürstentum Bayreuth (40 Anwesen; Kastenamt Ipsheim: 2 Kirchen, Pfarrhaus, Schulhaus, 1 Mühle, 1 Hof, 2 Güter, 11 Gütlein, 2 Häuser, 2 Häuslein, Badstube, Gemeindeschmiede, Hirtenhaus; Klosteramt Birkenfeld: 1 Gülthof, 1 Hof, 1 Halbhof, 4 Häckersgütlein, 2 Tropfhäuser, 1 Haus; Kastenamt Windsheim: 1 Hof, 1 Halbhof, 3 Güter), die Reichsstadt Windsheim (20 Anwesen: 1 Wirtshaus, 2 Höfe, 17 Wohngüter), die Verwaltung Burgbernheim des Juliusspitals Würzburg (2 Güter), das Würzburgische Verwalteramt Burgbernheim (1 Gut), die Castell’sche Amt Burghaslach (1 Hof) und das Rittergut Obernzenn-Aberdar (1 Gut).
Von 1797 bis 1810 unterstand der Ort dem Justizamt Külsheim und Kammeramt Ipsheim. Im Jahre 1810 kam Kaubenheim an das Königreich Bayern. Im Rahmen des Gemeindeedikts wurde 1811 der Steuerdistrikt Kaubenheim gebildet, zu dem Berolzheim, Nundorfermühle, Rehhof und Rüdisbronn gehörten. 1817 entstand die Ruralgemeinde Kaubenheim, die deckungsgleich mit dem Steuerdistrikt war. Mit dem Zweiten Gemeindeedikt (1818) wurde drei Ruralgemeinde gebildet:
- Berolzheim;
- Kaubenheim mit Nundorfermühle;
- Rüdisbronn mit Rehhof.[6][12]

Die Ruralgemeinde Kaubenheim war in Verwaltung und Gerichtsbarkeit dem Landgericht Windsheim zugeordnet und in der Finanzverwaltung dem Rentamt Ipsheim. Die freiwillige Gerichtsbarkeit über ein Anwesen hatte jedoch bis 1848 das Herrschaftsgericht Schwarzenberg inne. Ab 1862 gehörte Kaubenheim zum Bezirksamt Uffenheim (1939 in Landkreis Uffenheim umbenannt) und ab 1856 zum Rentamt Windsheim (1919 in Finanzamt Windsheim umbenannt, seit 1972 Finanzamt Uffenheim). Die Gerichtsbarkeit blieb beim Landgericht Windsheim (1879 in Amtsgericht Windsheim umbenannt), seit 1973 ist das Amtsgericht Neustadt an der Aisch zuständig. Die Gemeinde hatte 1964 eine Gebietsfläche von 10,141 km².
Am 1. Januar 1978 wurde Kaubenheim im Zuge der Gebietsreform in Bayern in den Markt Ipsheim eingegliedert.

### Baudenkmäler
In Kaubenheim gibt es drei Baudenkmäler:
- Haus Nr. 16: Fachwerkwohnstallhaus
- Haus Nr. 39: evangelisch-lutherische Nebenkirche St. Laurentius
- Haus Nr. 80: evangelisch-lutherische Pfarrkirche St. Michael

### Einwohnerentwicklung
Gemeinde Kaubenheim
| Jahr      | 1818   | 1840   | 1852   | 1855   | 1861   | 1867   | 1871   | 1875   | 1880   | 1885   | 1890   | 1895   | 1900   | 1905   | 1910   | 1919   | 1925   | 1933   | 1939   | 1946   | 1950   | 1952   | 1961   | 1970   |
| Einwohner | 480    | 482    | 533    | 553    | 573    | 561    | 573    | 566    | 537    | 497    | 511    | 505    | 490    | 472    | 437    | 422    | 416    | 395    | 358    | 513    | 472    | 452    | 356    | 339    |
| Häuser    | 80     | 88     |        |        |        |        | 92     |        |        | 98     | 96     |        | 96     |        |        |        | 97     |        |        |        | 88     |        | 89     |        |
| Quelle    | [ 19 ] | [ 20 ] | [ 21 ] | [ 21 ] | [ 22 ] | [ 23 ] | [ 24 ] | [ 25 ] | [ 26 ] | [ 27 ] | [ 28 ] | [ 21 ] | [ 29 ] | [ 21 ] | [ 30 ] | [ 21 ] | [ 31 ] | [ 21 ] | [ 21 ] | [ 21 ] | [ 32 ] | [ 21 ] | [ 14 ] | [ 33 ] |

Ort Kaubenheim
| Jahr      | 001818 | 001840 | 001861 | 001871 | 001885 | 001900 | 001925 | 001950 | 001961 | 001970 | 001987 | 002014 |
| Einwohner | 474    | 474    | 565    | 564    | 490    | 483    | 410    | 470    | 352    | 335    | 300    | 302    |
| Häuser    | 79     | 87     |        |        | 97     | 95     | 96     | 87     | 88     |        | 81     |        |
| Quelle    | [ 19 ] | [ 20 ] | [ 22 ] | [ 24 ] | [ 27 ] | [ 29 ] | [ 31 ] | [ 32 ] | [ 14 ] | [ 33 ] | [ 34 ] | [ 1 ]  |

## Religion
Kaubenheim ist seit der Reformation evangelisch-lutherisch geprägt. Im Ort gibt es zwei Kirchen. Zur Pfarrgemeinde Kaubenheim gehören neben der Nundorfermühle auch Berolzheim und Rüdisbronn. Ursprünglich war das Domkapitel Würzburg Patronatsherr der Pfarrei. Mit der Reformation wurde der Ort dem neu gebildeten Dekanat Neustadt zugewiesen, 1806 dann schließlich dem Dekanat Bad Windsheim.
Die Katholiken sind nach St. Bonifaz (Bad Windsheim) gepfarrt.
Es gab auch eine jüdische Gemeinde, die im 17./18. Jahrhundert entstanden ist. Im 19. Jahrhundert bildete es mit dem benachbarten Dottenheim eine Gemeinde. In Kaubenheim gab es eine Synagoge, eine jüdische Schule und ein rituelles Bad. 1898 musste die Gemeinde aufgelöst werden, da immer mehr Bewohner jüdischen Glaubens den Ort verließen. 1925 gab es keine Bewohner jüdischen Glaubens mehr.

### St. Laurentius
Die unweit der Burg stehende Kapelle St. Laurentius ist bereits im 11. Jahrhundert entstanden. Sie wurde nach mündlicher Überlieferung von erwähntem Ritter Graf von Mennheim als Dank, dass er aus der Schlacht auf dem Lechfeld (955) gesund heimkehrte, errichtet. Erst in jüngster Zeit konnte diese Kapelle, die zu verfallen drohte, in ein Gemeindezentrum umgebaut und somit erhalten werden.

### St. Michael
St. Michael wurde auf einer Anhöhe westlich des Dorfes errichtet. Von der ursprünglichen Kirche ist nur noch der im unteren Teil des massiven Kirchturms befindliche Chor erhalten geblieben. Die Kirche selbst und der obere Turmteil wurden am 21. März 1687, mittags um 12.00 Uhr, durch Blitzschlag und Brand zerstört. 1695 konnte mit dem Wiederaufbau begonnen werden und 1696 wurde der Turm errichtet. Diese Jahreszahl ist oben an der Außenseite des Turmes eingemeißelt, dazu die Buchstaben C E M Z B (Carl Ernst Markgraf zu Brandenburg). 1710 wurde ein neuer Glockenstuhl errichtet, der am 17. und 18. Juni 1710 mit zwei neuen Glocken des Glockengießers Kopf aus Würzburg bestückt wurde. Die dritte und größte Glocke konnte 1745 durch eine Stiftung des Schullehrers Johann Martin Dennler angeschafft werden. Die kleinste Glocke fiel dem Zweiten Weltkrieg zum Opfer. 1986 bis 1988 wurde St. Michael restauriert.

## Bildung
Bis in den 1960er Jahren gab es in Kaubenheim eine Schule für die Kinder von Berolzheim, Kaubenheim und Nundorfer Mühle. Heute gehen die Kinder in die Ipsheimer Grundschule.

## Vereine
Folgende Vereine gibt es in Kaubenheim:
- Schützenverein
- Gesangverein
- BJB Berolzheim-Kaubenheim e. V.
- Freiwillige Feuerwehr
- Interessensgemeinschaft Ortsverschönerungsverein Kaubenheim

## Regelmäßige Veranstaltungen
- Dorffest in Kaubenheim
- Straßenweinfest
- Kirchweih im Oktober